# Tone (Schiff, 1938)
Die Tone (japanisch 利根) war ein Schwerer Kreuzer der gleichnamigen Klasse der Kaiserlich Japanischen Marine, der in den 1930er-Jahren gebaut wurde und im Zweiten Weltkrieg zum Einsatz kam.

## Geschichte

### Bau
Der Bauauftrag für die spätere Tone wurde im Rahmen des 2. Kreis-Bauprogramms (Maru 2 Keikaku) von 1934 an Mitsubishi vergeben. Diese legte den Rumpf am 1. Dezember 1934 auf ihrer Werft in Nagasaki auf Kiel. Der Stapellauf erfolgte am 21. November 1937 und die Indienststellung am 20. November 1938 unter dem Kommando von Kaigun-taisa (Kapitän zur See) Hara Teizo, welcher bereits seit dem 1. November 1938 als sogenannter Oberster Ausrüstungsoffizier (jap. 艤装員長, gisō inchō) mit der Baubelehrung beauftragt gewesen war.

### Einsatzgeschichte
Zu Beginn des Pazifikkrieges stand das Schiff unter dem Kommando von Kaigun-taisa (Kapitän zur See) Okadu Tantsugu. Während des Angriffs auf Pearl Harbor und der Invasion auf den Wake-Inseln wurden seine Flugzeuge zur Aufklärung eingesetzt.
Im Januar 1942 unterstützte die Tone die Angriffe auf Rabaul und Neuguinea, im folgenden Monat den Luftangriff auf Darwin in Australien und die Invasion auf Java.
Am 1. März nahm sie an der Schlacht in der Javasee teil, wo sie den niederländischen Frachter Modjokerto abfing. Im Anschluss daran nahm das Schiff an den Operationen im Indischen Ozean teil, bei denen seine Aufklärungsflugzeuge die britischen Kreuzer Cornwall und Dorsetshire entdeckten, die danach von Flugzeugen der Akagi, Hiryū und Sōryū versenkt wurden.
Im April 1942, während der Schlacht um Midway, geriet die Tone in Luftangriffe, wurde aber selbst nicht beschädigt. Eines ihrer Aufklärungsflugzeuge entdeckte am 4. Juni 1942 um 7:28 Uhr eine Gruppe amerikanischer Schiffe, die aber fälschlicherweise nicht als Trägergruppe identifiziert wurde. Nach dieser Schlacht wurde sie bei der Invasion der Alëuten eingesetzt.
Im Juli 1942 wurde Kapitän Okada auf die Jun’yō versetzt, und Kapitän Kobe Yuji übernahm das Kommando über die Tone. Im August nahm der Kreuzer an den Operationen um Guadalcanal teil. In der Schlacht bei den Ost-Salomonen wurde er von amerikanischen Torpedobombern angegriffen.
1943 wurde die Tone auf Truk stationiert und operierte bei den Marshallinseln und bei den Karolinen. 1944 operierte das Schiff bei den Philippinen; ihre Basis war Lingga in der Nähe von Singapur. Danach nahm sie an der Schlacht in der Philippinensee teil.
Am 22. Oktober 1944 lief sie als Teil der Kreuzerdivision 7 unter dem Kommando von Vizeadmiral Kazutaka, zusammen mit der Chikuma, der Kumano und der Suzuya aus Brunei aus. Die Division war Teil der Streitmacht von Vizeadmiral Kurita in der See- und Luftschlacht im Golf von Leyte. Diese Streitmacht wurde elfmal von der amerikanischen Task Group 38.2 angegriffen, wobei die Tone von mehreren Bomben getroffen wurde. Am nächsten Tag lieferte sie sich vor Samar ein Gefecht mit dem amerikanischen Zerstörer Heermann. Sie wurde durch Luftangriffe abgedrängt und entkam durch die San-Bernardino-Straße, ohne weitere Schäden zu erleiden.
Die notwendigen Reparaturen wurden in Maizuru im Trockendock durchgeführt. Der Werftaufenthalt wurde dazu genutzt, weitere Flugabwehrgeschütze und ein moderneres Radar zu installieren. Im Januar 1945 erhielt Kapitän Okada Yusaku das Kommando über die Tone.

### Untergang

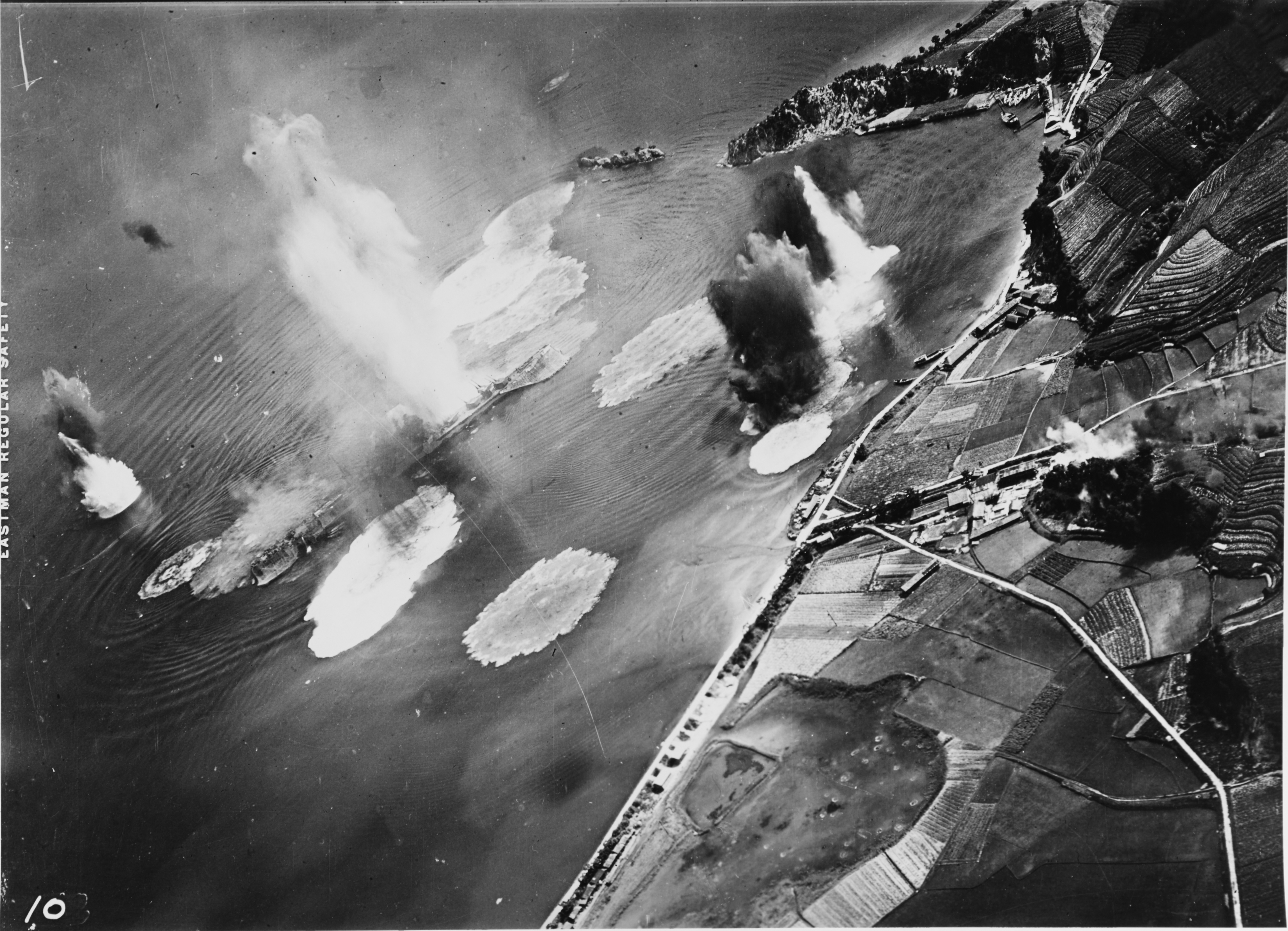
Eine Fliegerbombe explodiert während des Angriffs am 24. Juli 1945 an Backbord neben dem Vorschiff der Tone.

Am 19. März 1945 wurde sie im Hafen von Kure von Flugzeugen der amerikanischen Task Force 58 mit Fliegerbomben angegriffen. Dort hatte sie mit voller Besatzung, aber nahezu ohne jeden Treibstoff geankert.
Am 24. Juli wurde sie erneut angegriffen. Die Flugzeuge warfen 227-kg- und 454-kg-Bomben in Standardausführung und 454-kg-SAP-Bomben zur Bekämpfung von gepanzerten Schiffen ab. Die Tone erhielt dabei drei Bombentreffer von Flugzeugen der Monterey. Eine 227-kg-Bombe explodierte auf dem Oberdeck an der Basis des Schornsteins und zerstörte die Einlässe der Ventilationsschächte zu den Kesselräumen.
Eine 454-kg-Bombe (SAP) mit Verzögerungszünder durchschlug das Oberdeck an Backbord, setzte ihren Weg in das Schiffsinnere fort und durchschlug die etwa 6,5 cm starke Böschung der gepanzerten Zitadelle über den Maschinenräumen, bevor sie explodierte. Der Gürtelpanzer riss an der Nahtstelle zur Böschung und wurde von innen nach außen gedrückt. Das Längsschott zum Maschinenraum riss an der Verbindung zum Panzerdeck und wurde in das Schiffsinnere abgeknickt. Da nun der Backbordmaschinenraum zum Meer offen lag, erfolgten sofort schwere Wassereinbrüche.
Ein Schlepper wurde gerufen, der das Schiff näher an die Küste schob. Eine weitere 454 kg schwere Bombe traf an achtern, hinter der gepanzerten Zitadelle, so dass im Schiffsinneren zwei Decks verwüstet wurden und weitere Wassereinbrüche entstanden. Das Schiff sackte schließlich auf den seichten Grund in der Bucht von Hiroshima. Die Besatzung unternahm keine Versuche, die Wassereinbrüche zu stoppen. Sie gab die Tone noch vor 14:00 Uhr am 24. auf und ging an Land. Mindestens 59 Seeleute waren getötet und etwa 127 verwundet worden.
Das verlassene Schiff wurde noch einmal am 28. Juli von Flugzeugen von der Wasp und der Ticonderoga angegriffen.
Das Wrack der Tone wurde 1948 verschrottet.

## Name

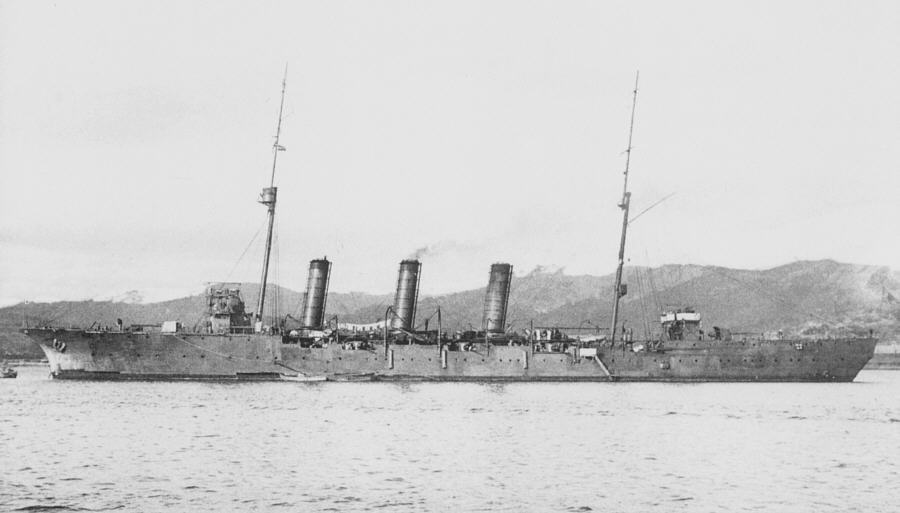
Die Namensvorgängerin im Jahr 1918

Die Tone ist nach dem Geschütztem Kreuzer gleichen Namens – der von Mai 1910 bis April 1931 in Dienst stand – das zweite Kriegsschiff einer japanischen Marine, das diesen Namen trägt. Benannt nach dem Fluss Tone in der japanischen Region Kantō.

## Liste der Kommandanten
| Nr. | Name                              | Beginn der Amtszeit | Ende der Amtszeit  | Bemerkungen                                        |
| --- | --------------------------------- | ------------------- | ------------------ | -------------------------------------------------- |
| -   | Kapitän zur See Ryuzaki Tomekichi | 21. November 1937   | 1. November 1938   | mit der Baubelehrung betraut                       |
| 1.  | Kapitän zur See Hara Teizo        | 20. November 1938   | 15. November 1939  | seit 1. November 1938 mit der Baubelehrung betraut |
| 2.  | Kapitän zur See Onishi Shinzo     | 15. November 1939   | 15. Oktober 1940   |                                                    |
| 3.  | Kapitän zur See Nishida Masao     | 15. Oktober 1940    | 10. September 1941 |                                                    |
| 4.  | Kapitän zur See Okada Tametsugu   | 10. September 1941  | 14. Juli 1942      |                                                    |
| 5.  | Kapitän zur See Kobe Yuji         | 14. Juli 1942       | 1. Dezember 1943   |                                                    |
| 6.  | Kapitän zur See Mayuzumi Haruo    | 1. Dezember 1943    | 6. Januar 1945     |                                                    |
| 7.  | Kapitän zur See Okada Yusaku      | 6. Januar 1945      | 24. Juli 1945      |                                                    |